# Sakae Takahashi
Sakae Takahashi var en japansk fotbollsspelare.